# Elkosch
Elkosch (auch Elkos) ist ein Ort der Bibel, der als Heimatort des Propheten Nahum (Nah 1,1 ) erwähnt wird.
Die Lage des Ortes ist umstritten. Es gibt verschiedene Theorien:
- Elkosch in Assyrien (auch Alqosch): Der Ort liegt in der Nähe von Mossul, wenige Meilen nördlich der Ruinen Ninives. Dort wurde lange ein Grab Nahums vermutet. Die Angaben passen aber nicht zu den Angaben, die Nahum in seinem Buch von seiner Heimat macht.
- Elkesi (auch El Kauze, Elcesaeus) in Obergaliläa: Der Kirchenvater Hieronymus favorisierte diesen Ort als Nahums Heimat, nachdem ein Einheimischer ihm hier ein Grab des Nahum gezeigt hatte.
- Kafarnaum in Galiläa: Der Name kann als Kaper Nahum gelesen werden. Falls es der Heimatort Nahums war, ist der Ort wohl nachträglich nach ihm benannt worden.
- Elkesei bei Bet Gabre in Juda: Es spricht viel für die Lage von Elkosch in Juda. Nahum sprach zu den Menschen im Südreich Juda. Das Nordreich war zu seiner Zeit schon untergegangen, darum ist eine Herkunft Nahums aus Juda wahrscheinlich.

Letztlich ist die genaue Lage heute nicht mehr zu rekonstruieren.
Israelis benannten ihren 1949 bei Elkesi gegründeten Moshav Elkosch (Moschav) nach dem biblischen Ort.